# Missionnaires du Sacré-Cœur de Jésus
Les Missionnaires du Sacré-Cœur de Jésus (M.S.C., en latin Missionarii Sacratissimi Cordis Iesu) est une congrégation cléricale missionnaire et enseignante de droit pontifical. 

## Historique
Nommé vicaire de l'église Saint-Cyr d'Issoudun, Jules Chevalier (1824-1907) fonde le 8 décembre 1854 (le jour même où Pie IX définit le dogme de l'Immaculée Conception) les missionnaires du Sacré-Cœur de Jésus pour propager la dévotion au Sacré-Cœur. Jacques-Marie Antoine Célestin Dupont, archevêque de Bourges, approuve la congrégation le 9 septembre 1855.
Au début, les missionnaires du Sacré-Cœur accomplissent leur ministère en aidant les prêtres de paroisse dans leur mission, en enseignant le catéchisme, en prêchant des retraites et des missions populaires. 
L'institut obtient le décret de louange le 8 mars 1869, il est définitivement approuvé par le Saint-Siège le 20 juin 1874 et ses constitutions religieuses sont reconnues en 1877.
Le 25 mars 1881, le pape Léon XIII confie au père Chevalier et à ses prêtres l'évangélisation du vicariat apostolique de Micronésie et de Mélanésie (maintenant archidiocèse de Port Moresby et archidiocèse de Rabaul) donnant aux missionnaires du Sacré-Cœur l'occasion de s'ouvrir aux missions.
En 1936, sept missionnaires du Sacré-Cœur sont assassinés pendant la guerre d'Espagne à Canet de Mar. Béatifiés le 6 mai 2017 à Gérone, ils font partie des Martyrs de la guerre d'Espagne : Antoine Arribas Hortigüela (1908-1936), Abonde Martín Rodríguez (1908-1936), José Vergara Echevarría (1908-1936), Joseph Oriol Isern Massó (1908-1936), Gumersinde Gómez Rodrigo (1911-1936), Jésus Moreno Ruiz (1915-1936), José del Amo del Amo (1916-1936).

## Activités et diffusion
Les Missionnaires du Sacré-Cœur de Jésus se consacrent à l'enseignement, à l'apostolat missionnaire et comme prêtres de paroisses. Ils publient une revue quasi mensuelle appelée les Annales de Notre-Dame du Sacré-Cœur. 
Ils sont présents en :
- Europe : Allemagne, Belgique, Croatie, France, Hongrie, Irlande, Italie, Royaume-Uni, Autriche, République Tchèque.
- Amérique : Brésil, Canada, Colombie, Cuba, Équateur, Guatemala, Haïti, Mexique, Nicaragua, Pérou, Salvador, Etats-Unis d'Amérique, Chili, Argentine, Venezuela.
- Afrique : Afrique du Sud, Cameroun, République démocratique du Congo, Sénégal, Mozambique, Namibie.
- Asie : Corée du Sud, Inde, Indonésie, Japon, Philippines.
- Océanie : Australie, Papouasie-Nouvelle-Guinée , Îles du Pacifique.

La maison généralice est à Rome.
Au 31 décembre 2008 , la congrégation comptait 291 maisons et 1961 religieux dont 1383 prêtres.

## Membres notables

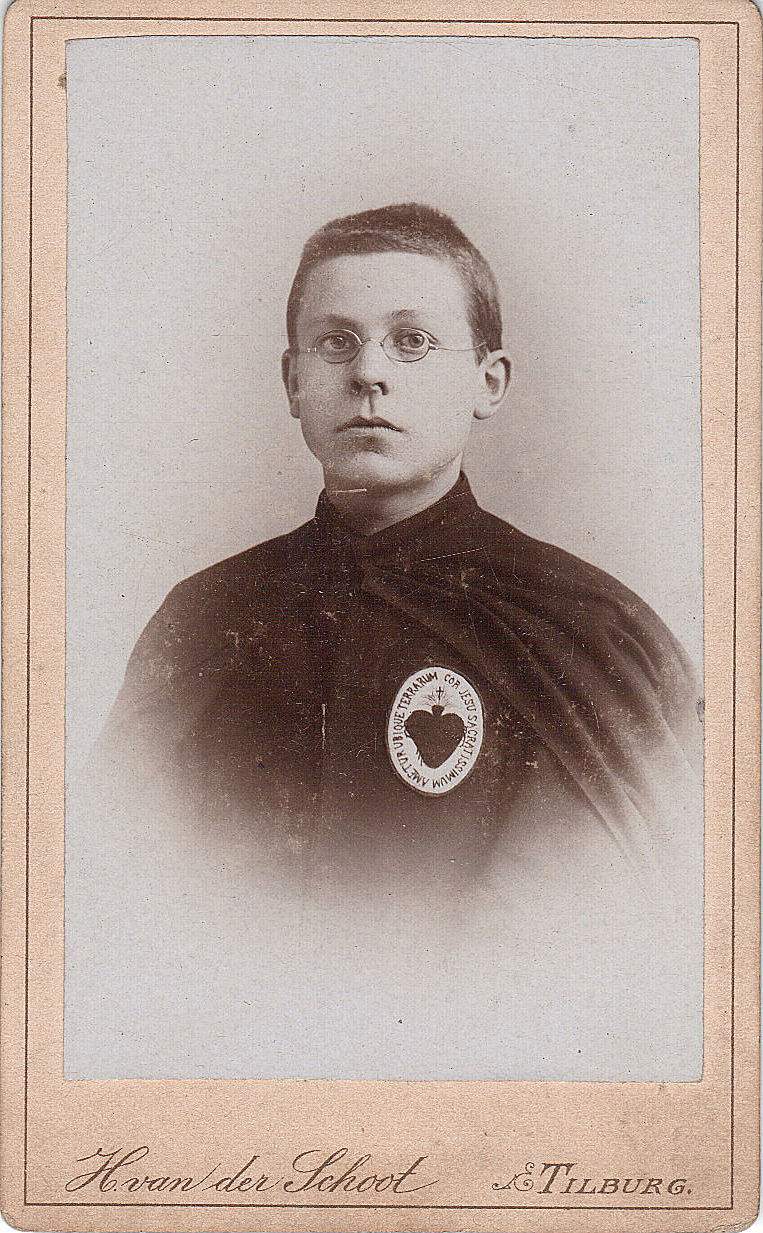
Portrait d'un séminariste hollandais missionnaire du Sacré-Cœur de Jésus vers 1900.

- Martin Bormann Junior (1930-2013) ;
- Henri Caldelari, anime avec la Famille du Cœur de Dieu le Centre de formation chrétienne et spirituelle de la Pomarède à Paulhenc dans le Cantal ;
- André Dupeyrat (1902-1982) ;
- Ernest Sabatier, rédacteur du Dictionnaire gilbertin-français (1954) ;
- Octave Terrienne (1902-1994), évêque des îles Gilbert et Ellice, en 1938 ;
- Henri Verjus (1860-1892), ap̩ôtre de Papouasie, déclaré vénérable par le pape François.